# ГНЧ (фільм)
ГНЧ (Генератор низьких частот, LFO) — шведський науково-фантастичний фільм 2013 року режисера Антоніо Тублена про людину, яка розуміє, що може гіпнотизувати звуком. Він починає експерименти на своїх сусідах, де зловживання владою бере верх і, зрештою, на кону стоять тяжкі наслідки для людства.

## Сюжет
Роберт Норд, незграбний чоловік, проводить більшу частину свого часу, граючи зі своїми синтезаторами у своєму підвалі. Після сварки зі своєю дружиною Кларою, яку він підозрює в зраді йому, він знову повертається до підвалу, до її роздратування. Там, через Інтернет, він обговорює з кількома своїми друзями свою віру в те, що він називає «звуковою алергією» на музику, якою захоплюється його дружина. Він припускає, що певна частота може діяти як протилежність цій алергії та дати йому спокій, якого він бажає. За допомогою Синус-Сана, одного зі своїх друзів з Інтернету, він робить прорив, хоча приховує масштаби свого успіху. Коли Саймон і Лінн переїжджають до нього по сусідству, він вирішує поекспериментувати з ними, незважаючи на заперечення дружини.
Роберт запрошує своїх нових сусідів. Перш ніж піти за кавою, він мимохідь згадує, що його родина загинула в автокатастрофі. Почуваючись незручністю розмови, Саймон каже Кларі, що має намір піти. Однак, коли Роберт повертається, він вмикає гіпнотичну частоту, яка змушує їх виконувати його команди. Він наказує Саймону виконувати чорну роботу, а Лінн займатися з ним сексом. Коли Клара називає його жалюгідним, він захищає свої дії як необхідні для перевірки ступеня свого контролю. Згодом з'ясовується, що Клара та його син Себастьян загинули, коли Роберт зіботував сімейну машину. Клара дорікає йому прийняти антипсихотичний препарат, вказуючи, що це галюцинація, але Роберт відмовляється. Замість цього він змушує Саймона та Лінн зайняти місце померлих членів його родини.
Після кількох тижнів рабства в його будинку, його сусідів вважають зниклими безвісти, і поліція з'являється в будинку Роберта, щоб запитати його, чи бачив він їх. Роберт панікує та гіпнотизує поліцію, щоб покинути його будинок. Незадоволений своєю фальшивою родиною, він відпускає Саймона та Лінн, хоча стежить за їхнім життям за допомогою пристроїв безпеки. Коли Лінн через пристрій безпеки випадково дізнається, що Саймон їй зраджує, Роберт гіпнотизує їх, щоб вони визнали його своїм шлюбним радником. Роберт знову змушує Лінн займатися з ним сексом, і він змушує Саймона пасивно спостерігати як покарання за зраду дружины. Коли йому це набридає, він знову випускає їх з-під контролю і розважається підлими витівками над іншими сусідами. Клара закликає його знайти більш осмислене життя.
З часом автовиробник і поліція зацікавилися причетністю Роберта до смерті дружини і сина. Синус-Сан, який розслідував справу Роберта, погрожує піти в поліцію, якщо Роберт не поділиться своїм винаходом. Роберт гіпнотизує Синус-Сан і представника автовиробника, але справа проти нього триває. Розчарований як станом світу, так і своєю нездатністю залишитися в спокої, Роберт вирішує розширити свій експеримент. Спочатку він змушує Саймона та Лінн створити з ним рок-групу, але відмовляється від цієї ідеї, коли їхні пісні виявляються аматорськими. Потім Роберт запитує у Саймона та Лінна поради, і вони описують своє бачення утопічного суспільства. Заінтригований їхніми протестами, що він не повинен грати Бога, Роберт просить їх дати визначення Богові.
Озброєний їхньою концепцією доброзичливого божества, Роберт гіпнотизує себе, щоб наслідувати ці якості. Роберт вивчає різні іноземні мови, і серія голосів за кадром повідомляє, що він досяг все більш престижних позицій у суспільстві, зрештою піднявшись до посади правителя об'єднаної Землі. Спочатку він провокує кардинальні зміни в суспільстві, але його послання стає все більш песимістичним і антигуманістичним, поки він не накаже всьому людству вчинити масове самогубство.

## Акторський склад
- Патрік Карлсон — Роберт Норд
- Ізабелла Джо Чиг у ролі Лінн
- Пер Лефберг — Саймон
- Анна Раш — Клара
- Лукас Логран — Пітер
- Ерік Берен — Синус-Сан
- Бйорн Лефберг Еґнер — Себастьян

## Звільнення

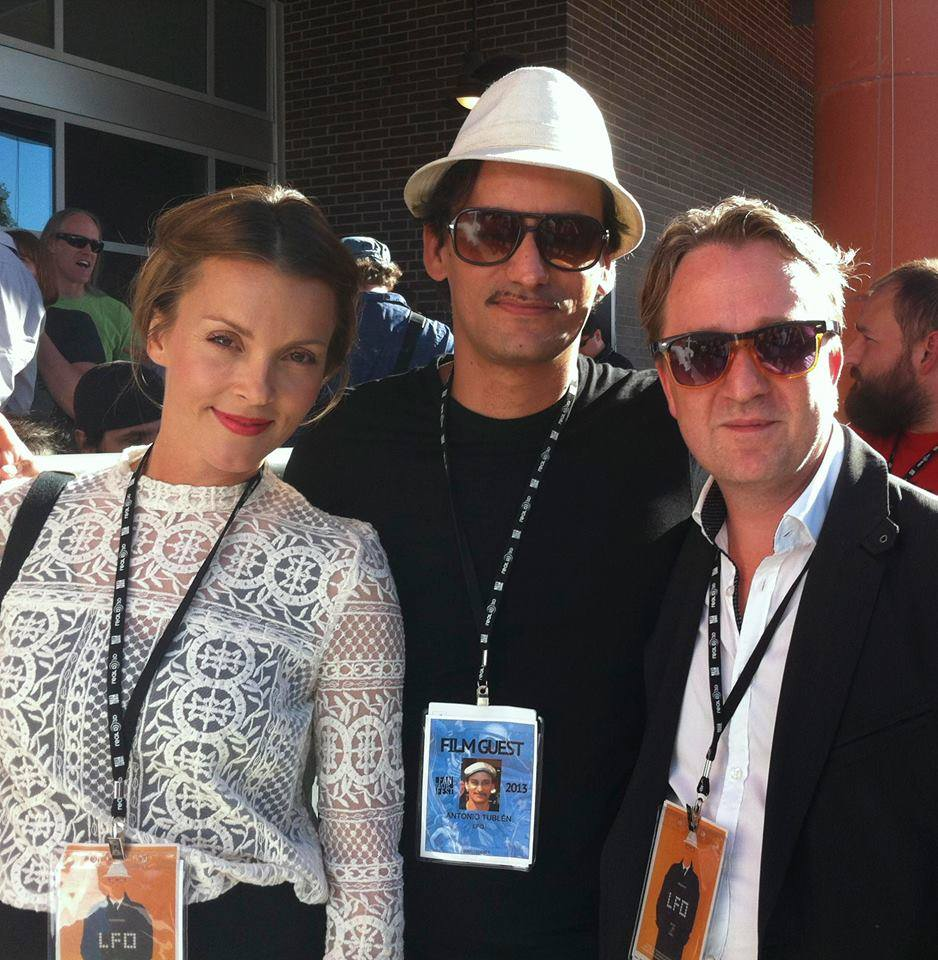
Ізабелла Джо Чиг, Антоніо Тублен і Патрік Карлсон на Fantastic Fest, 2013

Прем'єра ГНЧ відбулася 21 вересня 2013 року на кінофестивалі Fantastic Fest в Остіні. Разом із режисером Антоніо Тубленом були присутні дві зірки Патрік Карлсон та Ізабелла Джо Чиг та продюсери Александр Брендстед і Фредрік Оллерстам.
У квітні 2014 року MPI Media Group оголосила, що придбала права на розповсюдження та міжнародний продаж ГНЧ у США під їхнім прапором Dark Sky Films. У тому ж прес-релізі було оголошено, що кінопродюсерська компанія SpectreVision, заснована Елайджа Вудом, Деніелом Ноа та Джошем С. Воллером, взяла участь у презентації ГНЧ, виступаючи як виконавчі продюсери.

## Рецензії
Після прем'єри Пітер Мартін з Twitch Film написав: «Диявольська радість спостерігати за ГНЧ». Стівен Далтон з Голлівуд-репортер назвав це «дотепним науково-фантастичним трилером». Бред Міска з Bloody Disgusting оцінив його в 4/5 зірок і описав його як «дивне і досить похмуре смішне дослідження маніпуляцій і влади». У Quiet Earth написали, що фільм «це не лише вправа в тому, як вдихнути нове життя в історію „Божевільного вченого“, але й розумна, кумедна головна подорож, настільки добре продумана, що вона легко зараховується до найкращих цьогорічного фестивалю та є одним із них. з найкращих фільмів такого роду, які я бачив за останні роки».

## Нагороди та номінації
| рік      | Фестиваль                                            | Категорія                   | Результат |
| -------- | ---------------------------------------------------- | --------------------------- | --------- |
| 2013 рік | Підземний кінофестиваль Міннеаполіса                 | Кращий повнометражний фільм | перемога  |
| 2013 рік | Міжнародний фестиваль фантастичного кіно «Ітака».    | Кращий повнометражний фільм | номінація |
| 2014 рік | Міжнародний кінофестиваль Fantasporto                | Премія Маноеля Де Олівейри  | номінація |
| 2014 рік | BIFFF                                                | 7-а премія «Орбіта».        | перемога  |
| 2014 рік | Фестиваль Мове Жанр                                  | Prix du public long-métrage | перемога  |
| 2014 рік | Науково-фантастичний Лондон                          | Найкраща функція            | перемога  |
| 2014 рік | Фантаспоа                                            | Найкраща функція            | номінація |
| 2014 рік | Лундський міжнародний фестиваль фантастичних фільмів | Меліс Д'Аржан               | номінація |
| 2014 рік | Міжнародний кінофестиваль у Сіджесі                  | Нові бачення                | номінація |
| 2014 рік | Fancine                                              | Найкраща функція            | номінація |

## Фестивальні покази
| рік      | фестиваль                                            | вибір     |
| -------- | ---------------------------------------------------- | --------- |
| 2013 рік | Фантастичний фестиваль                               | Офіційний |
| 2013 рік | Підземний кінофестиваль Міннеаполіса                 | Офіційний |
| 2013 рік | Спектрфест                                           |           |
| 2013 рік | Міжнародний фестиваль фантастичного кіно «Ітака».    | Офіційний |
| 2013 рік | Туринський міжнародний кінофестиваль                 | Офіційний |
| 2014 рік | Міжнародний кінофестиваль у Пуні                     |           |
| 2014 рік | Бостонський фестиваль наукової фантастики            |           |
| 2014 рік | Кінофестиваль у Глазго                               | Офіційний |
| 2014 рік | Фантаспорто                                          | Офіційний |
| 2014 рік | SFF-rated ATHENS                                     | Офіційний |
| 2014 рік | Клівлендський міжнародний кінофестиваль              | Офіційний |
| 2014 рік | Кінофестиваль SCI-FI-LONDON                          | Офіційний |
| 2014 рік | Белфастський кінофестиваль                           | Офіційний |
| 2014 рік | BIFFF                                                | Офіційний |
| 2014 рік | Фестиваль Мове Жанр                                  | Офіційний |
| 2014 рік | Кінофестиваль Стенлі                                 | Офіційний |
| 2014 рік | Фантаспоа                                            | Офіційний |
| 2014 рік | ПіФан                                                | Офіційний |
| 2014 рік | Міжнародний кінофестиваль у Калгарі                  | Офіційний |
| 2014 рік | Грімфест                                             | Офіційний |
| 2014 рік | Лундський міжнародний фестиваль фантастичних фільмів | Офіційний |
| 2014 рік | Міжнародний кінофестиваль у Сіджесі                  | Офіційний |
| 2014 рік | Fancine                                              | Офіційний |
| 2014 рік | Стамбульський міжнародний кінофестиваль Рандеву      |           |
| 2015 рік | Міжнародний кінофестиваль у Тромсе                   | Офіційний |
| 2015 рік | Фестиваль фантастичного кіно Syfy                    | Офіційний |
| 2015 рік | Міжнародний кінофестиваль в Ескішехірі               | Офіційний |

## Офіційні релізи
23 жовтня 2014 рок уГНЧ було випущено на iTunes, Amazon Video та інших цифрових платформах.
27 грудня 2014 року ГНЧ було випущено на Netflix у понад 25 країнах .
7 липня 2015 року ГНЧ було випущено в Туреччині з турецьким дубляжем на Digiturk.
22 липня 2015 року ГНЧ був випущений Monster Pictures на DVD в Австралії .
9 листопада 2015 року ГНЧ було випущено на DVD у Великій Британії та Італії.
1 липня 2016 року канал VOD Shudder, що належить AMC Networks, випустив ГНЧ на VOD.
У липні 2020 року ГНЧ було випущено на Apple TV.